# Транс-мужчина

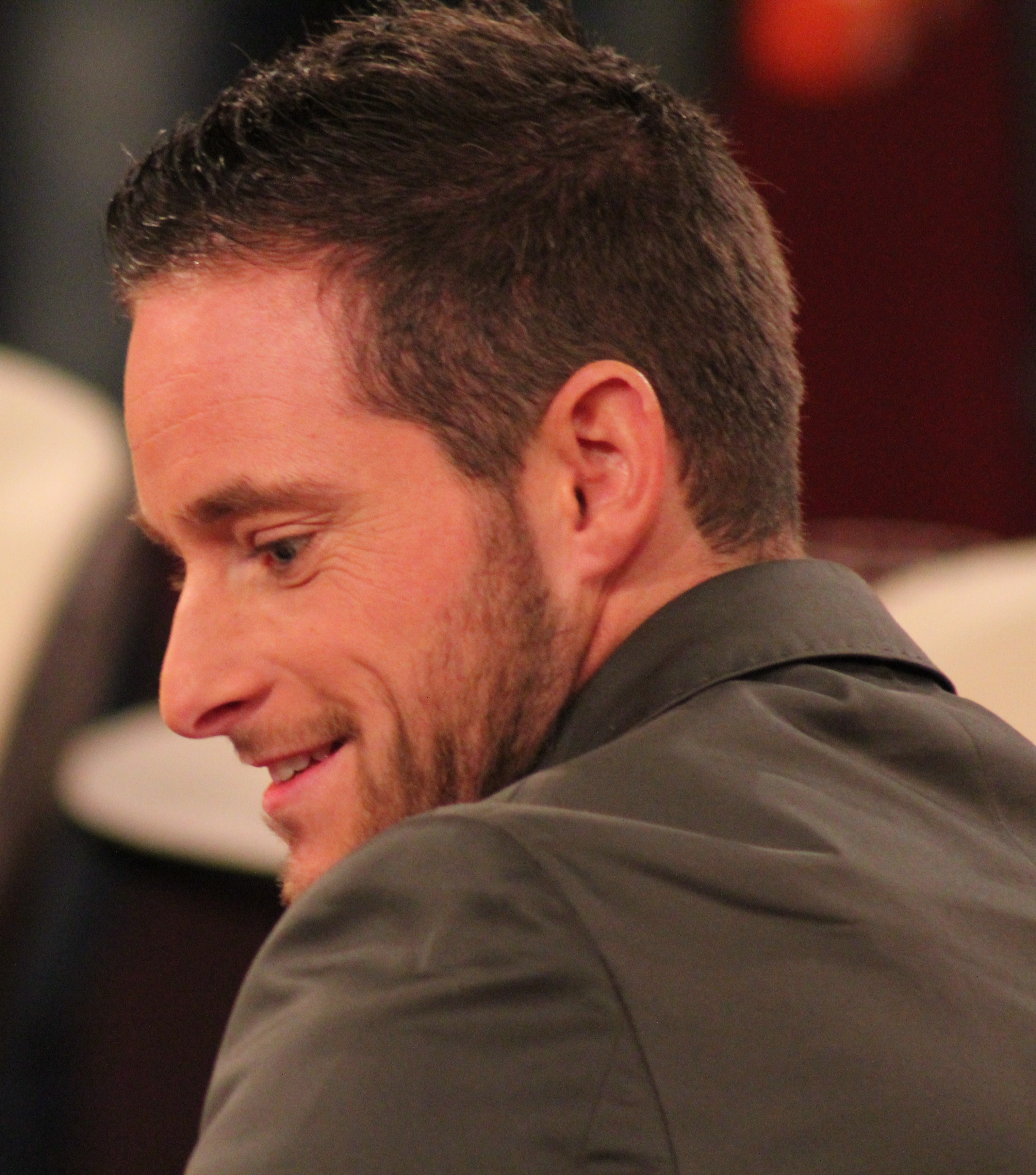
Балиан Бушбаум, немецкий спортсмен, трансгендерный мужчина

Транс-мужчина (англ. trans man), трансгендерный мужчина (transgender man) — мужчина, у которого при рождении был определён женский пол, трансгендерный индивидуум с мужской гендерной идентичностью. Трансгендерные мужчины могут испытывать гендерную дисфорию и могут совершить трансгендерный переход путём проведения заместительной гормональной терапии и хирургических операций.
Транс-мужчины нуждаются в том, чтобы существовать в социуме в качестве мужчин; однако пока транс-мужчина не достиг восприятия другими людьми его как мужчины, он может быть вынужден представляться женщиной, например, на работе.
Хотя в литературе указывается, что большинство трансгендерных мужчин идентифицируют себя как гетеросексуалы (то есть подчёркивается их сексуальное влечение к женщинам), транс-мужчины, как и цисгендерные мужчины, могут иметь любую сексуальную ориентацию или сексуальную идентичность, например гомосексуальность, бисексуальность, пансексуальность или асексуальность, а некоторые транс-мужчины могут счесть обычные термины сексуальной ориентации неадекватными или неприменимыми к ним, и в этом случае они могут использовать другие ярлыки, такие как квир. Также транс-мужчины могут проявлять различные гендерные выражения — они могут быть маскулинными, андрогинными, фемининными.

## Терминология
Термин «транс-мужчина» указывает на человека, чья гендерная идентичность не соответствует полу, определённому при рождении. Приставка «транс» является сокращением слов «транссексуал» (медицинский термин) и «трансгендер» (более широкий термин, который был популяризирован транс-активистами). В научной литературе, рассматривающей транссексуальность, отмечается, что люди, которые испытывают сильный дискомфорт от несоответствия своей гендерной идентичности (в данном случае — как мужчины) полу, определённому при рождении (в данном случае женскому), и обращаются к медицинским процедурам для изменения тела, могут называть себя разными терминами. Одни из них хотят называться просто «мужчинами», другие могут использовать (или использовали некоторое время назад) такие термины как «транссексуал» (transsexual), «трансгендерный» (transgendered), «трансмужчина» (слитное написание: transman), «транс-мужчина» (trans man) и «female to male» или FtM («из женщины в мужчину»). При этом термины «трансмужчина» (transman), «трансгендерный мужчина» (transgender man), «транссексуальный мужчина» (transsexual man) и FtM рассматриваются как более ранние, которые сейчас вытесняются термином «транс-мужчина» (trans man).
Транс-активист Алекс Майерс в статье об изменении терминологии, описывающей трансгендерных людей, отмечает, что в 1990-х годах основными терминами были «female to male» (FtM) и «male to female» (MtF), которые «охватывали тех, кто родился женщиной и жил как мужчина, и тех, кто родился мужчиной, но жил как женщина». (Хотя в то время были люди, которые не вписывали себя в бинарную систему и относили себя к третьему гендеру). Майерс отмечает, что уже с конца 1990-х годов трансгендерные люди всё больше стали предпочитать социальный переход медицинскому, что находило отражение в терминологии. Термины FtM и MtF были сосредоточены на биологии и связаны с обозначениями биологического пола (в английском языке: female и male), в то время как термины «мужчина» (man) и «женщина» (woman), по словам транс-активиста, «указывают на конечные бинарные точки гендерной идентичности». В 2000-х годах приобрели популярность термины «транс-мужчина», «транс-женщина» и «транс-человек» («транс-персона»), в которых приставка «транс» по-прежнему подразумевает изменение или переход, но вторая половина слов представляет собой гендерные идентичности, а не биологический пол. Майерс резюмирует таким объяснением: «в отличие от FtM или MtF— терминов, объединяющих прошлую идентичность с настоящей идентичностью, подкрепляющих идею о том, что трансгендерный человек никогда полностью не становится своим нынешним „я“, но всегда является „я“ с прошлым-как-настоящим — транс-мужчина, транс-женщина и транс-человек просто помещают индивидуум в рамках его нынешней идентичности». Некоторым трансгендерам, однако, такая терминология не нравится бинарным акцентом.
В биологической и медицинской литературе транс-мужчина может описываться как: «человек, определённый как женщина, который идентифицируют себя как мужчина», либо с добавлением «и живёт как мужчина» или как «человек, который определён как женщина при рождении, но имеет гендерную идентичность или гендерное выражение как мужчина» и тому подобные определения. Справочное руководство ГЛААД призывает избегать упрощений и не обесценивать «подлинный гендер человека», поясняя, что гендерная идентичность не определяется полом, определённым при рождении. ГЛААД призывает избегать выражений типа «идентифицирует себя как», утверждая, что произошло изменение восприятия и описания себя самими трансгендерными людьми: «Язык внутри транс-сообщества быстро развивается. Ещё несколько лет назад трансгендерные люди могли бы сказать: „Марисоль идентифицирует себя как женщина“. Однако транс-сообщество отходит от этого языка, а некоторые даже считают его оскорбительным». Трансгендерные люди теперь описывают себя, прямо указывая свою гендерную идентичность: «Когда трансгендер раскрывает свою истинную, подлинную гендерную идентичность, речь не идет о „идентификации“ как женщины, мужчины или небинарного человека — он просто является женщиной, мужчиной или небинарной личностью».
В октябре 2022 году Кембриджский словарь добавил к определению мужчины как взрослого человека мужского пола второе определение, включившее трансгендерного мужчину, описанного как «взрослого человека, который живёт и идентифицирует себя как мужчина, хотя можно сказать, что он имел другой пол при рождении». В ответ на критику тех, кто посчитал это политическим заявлением, представитель Кембриджского словаря объяснил, что изменение соответствует тому, как слова используются в обществе. «Наши словари написаны для изучающих английский язык и призваны помочь пользователям понимать английский язык в том виде, в котором он используется в настоящее время», — говорится в заявлении представителя словаря.

## Исследования
Процент транс-мужчин в популяции точно неизвестен. Экспертные оценки распространённости транс-мужчин в Соединённых Штатах Америки варьируют от 1:2000 до 1:100 000.

## Дискриминация
Если термин «трансмизогиния» для обозначения дискриминации трансгендерных женщин в трансгендерных исследованиях стал общепринятым, то термин «трансмизандрия» не получил широкого распространения, так как, согласно теории интерсекционального феминизма, мизандрия не является осью угнетения. Однако, как указывает сторонник теории интерсекционального феминизма М. Л. Э. Холлеб, трансгендерные мужчины всё же сталкиваются со специфическим видом дискриминации, основанной на позиции, что транс-мужчины в реальности являются женщинами. Данная дискриминация включает невидимость транс-мужчин в обществе.
Гендерная исследовательница Э. К. Крелл пишет о существовании расиализированной трансмизандрии, с которой сталкиваются темнокожие трансгендерные мужчины, живущие в атмосфере жёсткого контроля над чёрной мужественностью.

## Здоровье
Доступ к медицинским услугам для транс-мужчин может быть затруднен. Распространение ВИЧ-инфекции между транс-мужчинами и другими людьми всё ещё растёт.

## Известные транс-мужчины
- Томас Бити — первый «беременный мужчина».
- Чез Боно — сын певицы Шер, ЛГБТ-правозащитник, писатель, актёр и музыкант.
- Балиан Бушбаум — немецкий спортсмен.
- Джемисон Грин — автор книги «Becoming a visible man» (2004), президент Всемирной профессиональной Ассоциации по здоровью трансгендерных людей (WPATH; 2014—2016).
- Андреас Кригер — немецкий легкоатлет.
- Эллиот Пейдж — актёр, снимавшийся в фильмах «Джуно», «Начало», двух частях серии фильмов «Люди Икс» и сериале «Академия Амбрелла».
- Брэндон Тина — жертва преступления на почве ненависти, источник сюжета фильма «Парни не плачут».
- Билли Типтон — американский пианист, саксофонист и джазовый музыкант.
- Стивен Уиттл[англ.] — профессор законов по равноправию юридического факультета Манчестерского Городского Университета, активный член британской транс-активистской организации Press for Change.
- Эллиот Флетчер — актёр, музыкант, ЛГБТ-правозащитник.
- Бак Энджел — порноактёр и режиссёр фильмов «для взрослых».

## Кинематограф
- Моя дорогая Сеньорита, 1972, Испания, драма
- Мальчики из Синжуку, 1995, Япония, документальный фильм о трёх транссексуальных мужчинах, работающих в хост-клубе в Синжуку, Токио
- Парни не плачут, 1999, США, драма (по мотивам реальной истории)
- Южный комфорт, 2001, США, документальный
- TransGeneration, 2005, США, документальный мини-сериал
- Прозрачный, 2006, США, документальный
- Pick Up the Mic, 2006, США, документальный фильм (с участием двух представителей FTM)
- Мой друг из Фару, 2008, Германия, драма
- Still Black: A Portrait of Black Transmen, 2008, США, документальный фильм о темнокожих транс-мужчинах
- Loop Planes, 2010, США, короткометражная драма[36]
- Стать Чазом, 2011, США, документальный фильм о переходе Чеза Боно
- Ромео, 2011, Германия, драма
- В зеркале, 2011, Иран, драма
- 52 вторника, 2013, Австралия, драма
- Песни для Алексис, 2014, США, документальный фильм о Райане Кассата[37][38]
- 3 поколения, 2015, США, драма
- Real Boy, 2016, США, документальный фильм о Беннетте Уоллесе и Джо Стивенсе[39]
- Beemus, It’ll End In Tears, 2016, США, короткометражная драма[40]
- Jack and Yaya, 2019, документальный фильм о двух друзьях, которые пережили переходный период[41]